# Niob(V)-chlorid
Niob(V)-chlorid ist eine salzartige chemische Verbindung bestehend aus den Elementen Niob und Chlor.

## Gewinnung und Darstellung
Niob(V)-chlorid kann durch Reaktion von Niob mit Chlor gewonnen werden.
{\displaystyle \mathrm {2\ Nb+5\ Cl_{2}\longrightarrow \ 2\ NbCl_{5}} }
Ebenfalls möglich ist Darstellung durch Reaktion von Niob(V)-oxid mit Thionylchlorid oder Kohlenstofftetrachlorid oder Hexachlorpropen:
{\displaystyle \mathrm {Nb_{2}O_{5}+5\ SOCl_{2}\longrightarrow 2\ NbCl_{5}+5\ SO_{2}} }
{\displaystyle \mathrm {Nb_{2}O_{5}+5\ CCl_{4}\longrightarrow 2\ NbCl_{5}+5\ COCl_{2}} }
{\displaystyle {\ce {Nb2O5 + 5 CCl2=CClCCl3 -> 2 NbCl5 + 5 CCl2=CClCOCl}}}

## Eigenschaften

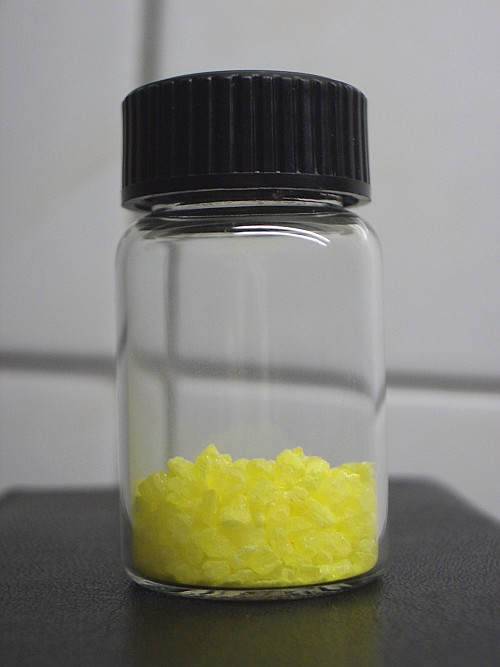
Niob(V)-chlorid

Es handelt sich um einen gelben Feststoff mit stechendem Geruch (Bildung von Chlorwasserstoff durch Hydrolyse), der sich heftig in Wasser zersetzt.
Niob(V)-chlorid bildet eine dimere Struktur aus, bei welcher jedes Niobatom sechsfach durch Chloro-Liganden koordiniert ist. Zwei Chloratome fungieren als Brückenliganden. Es existieren zwei kristalline Polymorphe von Niob(V)-chlorid; in beiden wird eine verzerrt-oktaedrische Struktur ausgebildet, bei der die pseudo-axialen Chloroliganden in einem Winkel von ca. 84 ° zur pseudo-equatorialen Ebene angeordnet sind.

## Verwendung
Niob(V)-chlorid wird in der organischen Chemie als Lewis-Säure verwendet. So findet es beispielsweise in der Aktivierung von Alkenen in der Carbonyl-En-Reaktion Anwendung.